# 2023 في السودان
تحتوي هذه المقالة على أهم الأحداث التي شهدها السودان في 2023، إضافة إلى أهم الشخصيات السودانية التي وُلدت أو تُوفيت في هذه السنة.

## السياسة

### الحُكم
رئيس مجلس السيادة الإنتقالي: الفريق أول ركن عبدالفتاح البرهان

### التعينات
- شمس الدين كباشي، نائب للقائد العام للقوات المسلحة.[1]
- الفاتح محمد عيسي طيفور، النائب العام[2]

### الإعفاءات
- الهادي ادريس، عضو مجلس السيادة الإنتقالي[3]
- حسين يحي جنقول، محافظ بنك السودان المركزي[4]
- خليفة أحمد، النائب العام[5]

## أحداث
- تأجيل توقيع الإتفاق النهائي للإتفاق الإطاري[6]
- إندلاع الحرب بين قوات الدعم السريع والجيش السوداني[7]
- إجلاء الرعاية الأجانب من السودان[8]
- مفاوضات جدة[9]
- أزمة النازحين السودانين[10]
- أزمة اللاجئين السودانيين[11]
- إقتحام الملحقية الثقافية السعودية في الخرطوم[12]
- تفشي الأمراض الوبائية "حمى الضنك والكوليرا".[13][14]
- إنفجار مصنع اليرموك[15]
- نقل العاصمة السودانية من الخرطوم الي بورتسودان[16]

## وفيات
- خميس عبدالله أبكر، سياسي ووالي ولاية غرب دارفور[17]
- فوزي المرضي، لاعب كرة قدم سابق ورياضي [18]
- الموسيقار محمد الأمين[19]
- الحبر يوسف نورالدائم، عالم لغة عربية وأديب [20]